# Дом, где учился Н. Т. Коляда
Дом, где учился Н. Т. Коляда — памятник истории местного значения в Березовке. Сейчас здесь размещается дом культуры (улица Славы, дом № 6).

## История
Решением исполкома Черниговского областного совета народных депутатов от 28.04.1987 № 119 присвоен статус памятник истории местного значения с охранным № 3270 под названием Дом школы, где учился известный украинский композитор Н. Т. Коляда (1907-1935 гг.).

## Описание
В период 1920-1923 годы в школе в селе Березовка учился будущий композитор Николай Терентьевич Коляда. Одноэтажный, кирпичный, оштукатуренный, прямоугольный в плане дом. В 1976 году на фасаде бывшей школы (клуба) установлена мемориальная доска (мрамор, 0,4х0,5 м).
Сейчас здесь размещается дом культуры (улица Славы, дом № 6).